# حدائق الملك عبد الله العالمية
حدائق الملك عبد الله العالمية، نسبة إلى الملك عبد الله بن عبد العزيز آل سعود ملك المملكة العربية السعودية سابقاً هي حدائق تحت الإنشاء في مدينة الرياض بتكلفة تزيد على 1.6 مليار ريال سعودي. وتعد ضمن أكبر ثلاث حدائق مغطاة في العالم، بمساحة تزيد على مليوني متر مربع، ويعزز هذا المشروع الحركة السياحية بشكل كبير، ليكون واجهة للمشاريع السياحية في الرياض والمملكة على وجه العموم. ويمثل نقلة كبيرة جدًّا في مفهوم السياحة والترفيه في المملكة، وقد جرى تقسيم المشروع إلى مراحل مما تسبب في تأخر افتتاحه عن الموعد المقرر في العام 2017، وفي يوليو 2019 جرى توقيع عقد تنفيذ استكمال المشروع، الذي يتواكب مع رؤية السعودية 2030، إنفاذا لتوجيه الملك سلمان بن عبد العزيز وبناء على ما عرضه ولي العهد الأمير محمد بن سلمان على أن يتم التعامل معه بوصفه مشروعا واحدا والانتهاء منه خلال 30 شهرا.

## وصف المشروع
يقع مشروع حدائق الملك عبد الله العالمية في أرض صحراوية غرب مدينة الرياض بمحاذاة طريق جدة السريع، على مساحة 2.2 مليون متر مربع، وهو يجمع بين نماذج متعددة من الحدائق العالمية القديمة والحديثة، وبيئات مناخية مختلفة، كما يعرف بالبيئة التاريخية للمنطقة وكيف تطورت زمنيا عن طريق دمج التاريخ بالطبيعة.

## مكوناته
يتكون المشروع من مجموعة حدائق كبرى وحدائق أخرى أصغر منها، والحدائق الست هي: الحدائق النباتية الداخلية المغطاة، والحديقة الخارجية المفتوحة المطلة على الوادي، وقد صُممت على شكل هلالين تبلغ مساحتهما 24 فداناً وتهدف إلى تثقيف الزوار بالتغيرات النباتية التي حصلت منذ الآف السنين في المنطقة الصحراوية بهدف تثقيفهم على تغييرات النشوء والتطور والتكيف للنباتات، والحدائق العلمية والمائية والدولية والطبيعية، ومن الحدائق الأخرى المتفرعة: حدائق الطيور والفراشات والزواحف والزهور والضوء والصوت وحديقة للفيزياء والاكتشاف والمتاهة وحدائق خاصة بالأطفال، وهناك أيضا المتحف النباتي، وبنك البذور وبنك الجينات، وممشى الوادي وأبراج المشاهدة، وساحة الاحتفالات.
ويشتمل المشروع أيضا على متنزهات للعائلات والشباب ومرافق خدمية متكاملة من الأسواق والمسارح والجلسات والمقاهي والملاعب وغيرها، بالإضافة للعناصر التكميلية الأخرى كالساحات الرئيسية للاحتفالات والمناسبات ولإقامة المعارض والمهرجانات وأماكن الجلوس والتنزه ومبنى الإدارة والمشتل الزراعي والمساجد ومجمعات التكييف والكهرباء ومباني الأمن ومراكز التذاكر ومواقف للسيارات التي تتسع لأكثر من 50 ألف سيارة.

## الإنجاز
في إبريل 2023 أعلن عن إنجاز 40% من مشروع حدائق الملك عبد الله العالمية، وعن تنفيذ 80 % من شبكات المياه وتصريف السيول والصرف الصحي والري.

## انظر ايضاً
- الرياض
- عبدالله بن عبدالعزيز آل سعود
- حديقة الملك سلمان .

## وصلات خارجية
- إنفاذاً لتوجيه خادم الحرمين .. استكمال «حدائق الملك عبد الله».
- حدائق الملك عبد الله العالمية.. أكبر الحدائق المغطاة في العالم بمليار ريال.